# Liste der Biografien/Wad
Liste der Biografien |
Portal Biografien |
Personensuche
# |
A |
B |
C |
D |
E |
F |
G |
H |
I |
J |
K |
L |
M |
N |
O |
P |
Q |
R |
S |
T |
U |
V |
W |
X |
Y |
Z |
?
 
Wa |
Wc |
Wd |
We |
Wh |
Wi |
Wj |
Wl |
Wn |
Wo |
Wr |
Ws |
Wt |
Wu |
Ww |
Wy |
Wz
 
Waa |
Wab |
Wac |
Wad |
Wae |
Waf |
Wag |
Wah |
Wai |
Waj |
Wak |
Wal |
Wam |
Wan |
Wao |
Wap |
Waq |
War |
Was |
Wat |
Wau |
Wav |
Waw |
Wax |
Way |
Waz
Die Liste der Biografien führt alle Personen auf, die in der deutschsprachigen Wikipedia einen Artikel haben. Dieses ist eine Teilliste mit 225 Einträgen von Personen, deren Namen mit den Buchstaben „Wad“ beginnt.

## Wad
- Wad al-Najumi († 1889), mahdistischer General im Range eines Ober-Emirs (Amīr al-Umarā)
- Wad, Gustav Ludvig (1854–1929), dänischer Archivar und Personalhistoriker
- Wad, Svend (1928–2004), dänischer Boxer

### Wada
- Wada, Atsuki (* 1993), japanischer Fußballspieler
- Wada, Ei (1857–1929), japanische Tagebuchautorin
- Wada, Eisaku (1874–1959), japanischer Maler
- Wada, Emi (1937–2021), japanische Kostümbildnerin
- Wada, Hagumi (* 2000), japanischer Fußballspieler
- Wada, Hiroo (1903–1967), japanischer Politiker
- Wada, Jun (* 1973), japanischer Fußballspieler
- Wada, Kanta (* 1996), japanischer Fußballspieler
- Wada, Kaoru (* 1962), japanischer Komponist
- Wada, Kazuhiro (* 1972), japanischer Baseballspieler
- Wada, Kentarō (* 1996), japanischer Fußballspieler
- Wada, Kikuo (1951–2025), japanischer Ringer
- Wada, Kōji (1974–2016), japanischer Sänger
- Wada, Maki (* 1986), japanische Sprinterin
- Wada, Masahiro (* 1965), japanischer Fußballspieler
- Wada, Masashi (* 1997), japanischer Fußballspieler
- Wada, Miho, neuseeländische Jazzflötistin
- Wada, Ryō (* 1995), japanischer Fußballspieler
- Wada, Sanzō (1883–1967), japanischer Maler und Kostümbildner
- Wada, Shū (* 1990), japanischer Badmintonspieler
- Wada, Sunao (1934–2021), japanischer Blues- und Jazzmusiker
- Wada, Takao (* 1953), japanischer Autorennfahrer
- Wada, Takeo (1882–1944), japanischer Mathematiker
- Wada, Takumi (* 1981), japanischer Fußballspieler
- Wada, Takuya (* 1990), japanischer Fußballspieler
- Wada, Tatsuya (* 1994), japanischer Fußballspieler
- Wada, Tomoki (* 1994), japanischer Fußballspieler
- Wada, Tsunashirō (1856–1920), japanischer Geologe und Mineraloge
- Wada, Tsuyoshi (* 1981), japanischer Baseballspieler
- Wada, Yasushi (1787–1840), japanischer Mathematiker
- Wada, Yōichi (* 1959), japanischer Manager, Präsident der Videospieleunternehmen Square Enix und Taito
- Wada, Yoshi (1943–2021), japanischer Künstler und Musiker für Klanginstallationen
- Wada, Yoshie (1906–1977), japanischer Schriftsteller, Higuchi-Ichiyō-Experte
- Wada, Yoshimori (1147–1213), japanischer Militärführer in der frühen Kamakura-Zeit
- Wada, Yuna (* 1999), japanische Langstreckenläuferin
- Wada, Yuya (* 1991), japanischer Fußballspieler
- Wada, Yūzō (* 1980), japanischer Fußballspieler
- Wadachi, Kiyoo (1902–1995), japanischer Seismologe
- Wadani, Richard (1922–2020), österreichischer Deserteur der Wehrmacht und politischer Aktivist
- Wadas, René (* 1969), deutscher Gärtnermeister und AutorRené Wadas (* 1969)

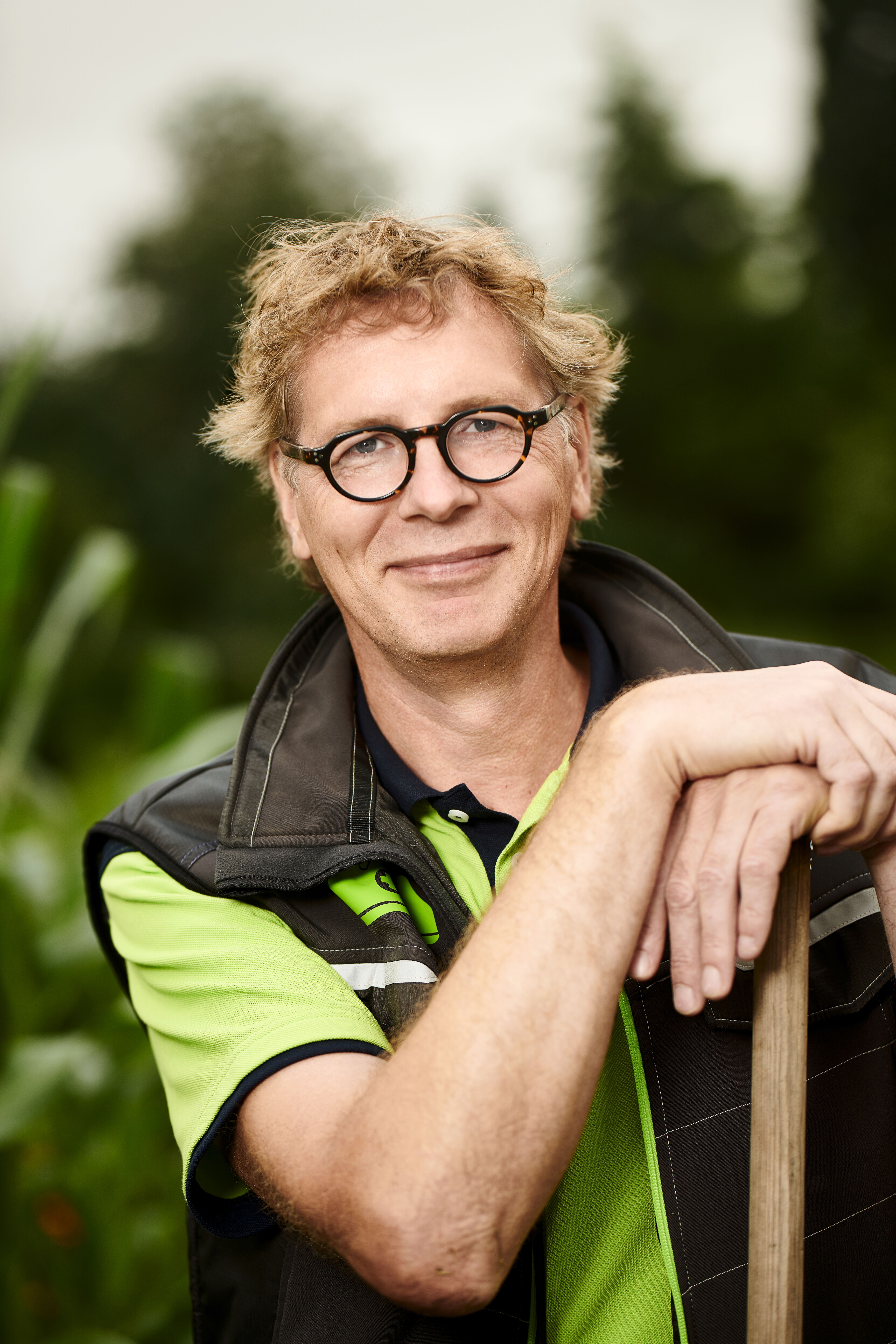
René Wadas (* 1969)

- Wadaturskyj, Oleksij (1948–2022), ukrainischer Chemiker und Unternehmer

### Wadd
- Wadda, Marie, gambische (Beach-)Volleyballtrainerin und (Beach-)Volleyballspielerin
- Wadda, Mustapha B. (1930–2010), gambischer Politiker
- Waddell, Alfred Moore (1834–1912), amerikanischer Politiker
- Waddell, Barry (* 1937), australischer Radrennfahrer
- Waddell, Chris (* 1968), US-amerikanischer Behindertensportler
- Waddell, Chrysogonus (1930–2008), US-amerikanischer katholischer Theologe und Schriftsteller
- Waddell, Don (* 1958), US-amerikanischer Eishockeyspieler, -trainer und General Manager
- Waddell, Helen (1889–1965), nordirische Autorin und Übersetzerin
- Waddell, John Alexander Low (1854–1938), US-amerikanischer Bauingenieur im Brückenbau
- Waddell, Justine (* 1976), südafrikanische SchauspielerinJustine Waddell (* 1976)

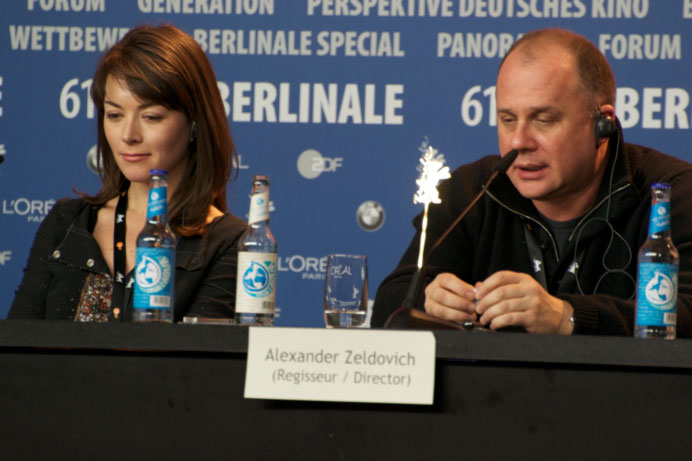
Justine Waddell (* 1976)

- Waddell, Kerr (* 1998), schottischer Fußballspieler
- Waddell, Kyle (* 1993), schottischer Curler
- Waddell, Laurence Austine (1854–1938), britischer Entdecker und Autor
- Waddell, Martin (* 1941), nordirischer Schriftsteller
- Waddell, Peter, englischer Badmintonspieler
- Waddell, Rob (* 1975), neuseeländischer Ruderer und Segler
- Waddell, Rube (1876–1914), US-amerikanischer Baseballspieler
- Waddell, Scott, Neurobiologe und Professor für Neurobiologie an der University of Oxford
- Waddell, Seid (1849–1921), US-amerikanischer Politiker
- Waddell, Sid (1940–2012), britischer Fernsehkommentator
- Waddell, Tom (1937–1987), US-amerikanischer Zehnkämpfer, Arzt und LGBT-Aktivist
- Waddell, Willie (1921–1992), schottischer Fußballspieler, -trainer und -funktionär
- Waddey, Werner (1946–2017), deutscher Fußballspieler
- Waddill, Edmund (1855–1931), US-amerikanischer Jurist und Politiker
- Waddill, James Richard (1842–1917), US-amerikanischer Politiker
- Waddingham, Hannah (* 1974), britische Schauspielerin und SängerinHannah Waddingham (* 1974)

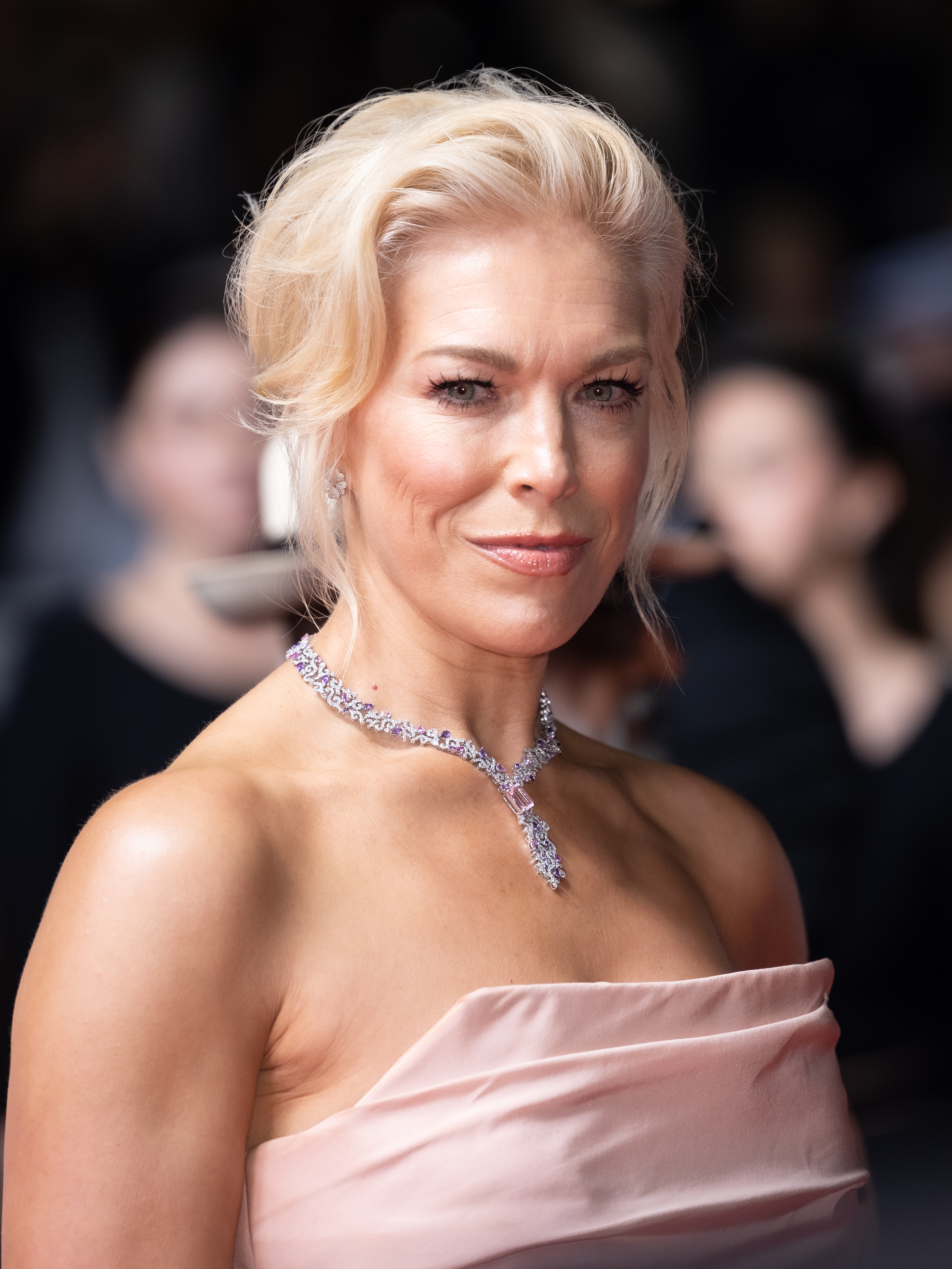
Hannah Waddingham (* 1974)

- Waddington, Albert (1861–1926), französischer Historiker
- Waddington, Alfred (1801–1872), kanadischer Politiker, Autor und Geschäftsmann
- Waddington, Conrad Hal (1905–1975), britischer Entwicklungsbiologe, Paläontologe, Genetiker, Embryologe und Philosoph
- Waddington, David (1929–2017), britischer Politiker (Conservative Party), Mitglied des House of Commons
- Waddington, Eubule John (1890–1957), britischer Kolonialgouverneur
- Waddington, Geoffrey (1904–1966), kanadischer Geiger und Dirigent
- Waddington, Holly, britische Kostümbildnerin
- Waddington, Miriam (1917–2004), kanadische Schriftstellerin
- Waddington, Richard (1838–1913), französischer Politiker und Historiker
- Waddington, Sidney Peirce (1869–1953), englischer Komponist und Musikpädagoge
- Waddington, Steven (* 1968), britischer SchauspielerSteven Waddington (* 1968)

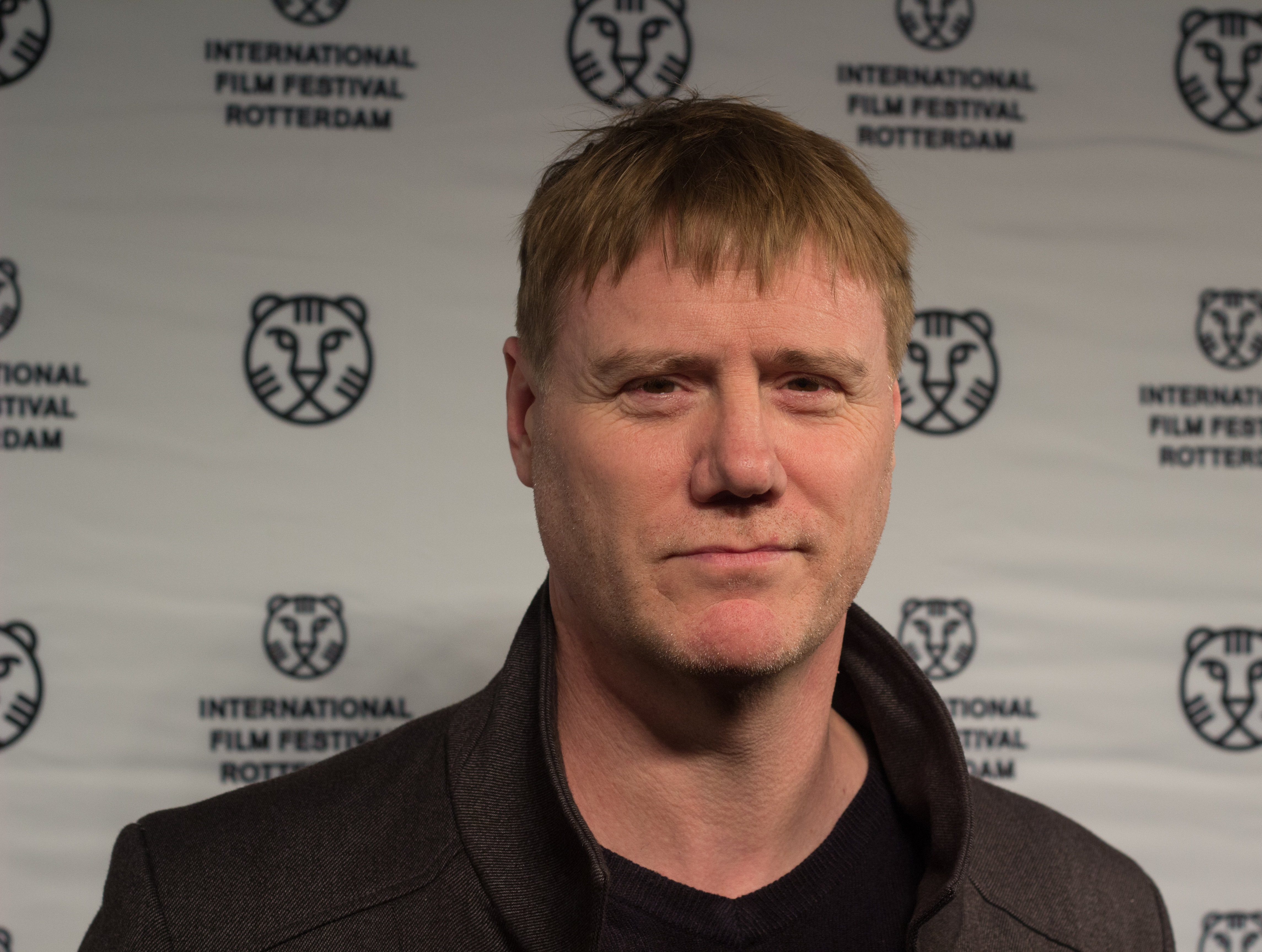
Steven Waddington (* 1968)

- Waddington, William Henry (1826–1894), französischer Numismatiker, Archäologe und Politiker
- Waddington-Delmas, Marguerite (1870–1952), französische Benediktinerin, Klostergründerin und Gründerin einer Ordenskongregation
- Waddle, Alan (* 1954), englischer Fußballspieler
- Waddle, Chris (* 1960), englischer Fußballspieler der 1980er- und 1990er-Jahre
- Waddle, Jaylen (* 1998), US-amerikanischer American-Football-Spieler
- Waddy, Davina (* 1996), neuseeländische Ruderin

### Wade
- Wade, Abdoulaye (* 1926), senegalesischer Präsident (2000–2012)
- Wade, Adam (1935–2022), US-amerikanischer Popmusik-Sänger und Schauspieler
- Wade, Aubrey (* 1977), britischer Fotograf
- Wade, Barclay (1944–2021), australischer Ruderer
- Wade, Benjamin (1800–1878), US-amerikanischer Politiker (United States Whig Party)
- Wade, Brian Patrick (* 1978), amerikanischer Schauspieler
- Wade, Cynthia (* 1967), US-amerikanische Dokumentarfilmerin
- Wade, Dominic (* 1990), US-amerikanischer Boxer
- Wade, Donald, Baron Wade (1904–1988), britischer Politiker (Liberal Party)
- Wade, Dwyane (* 1982), US-amerikanischer BasketballspielerDwyane Wade (* 1982)

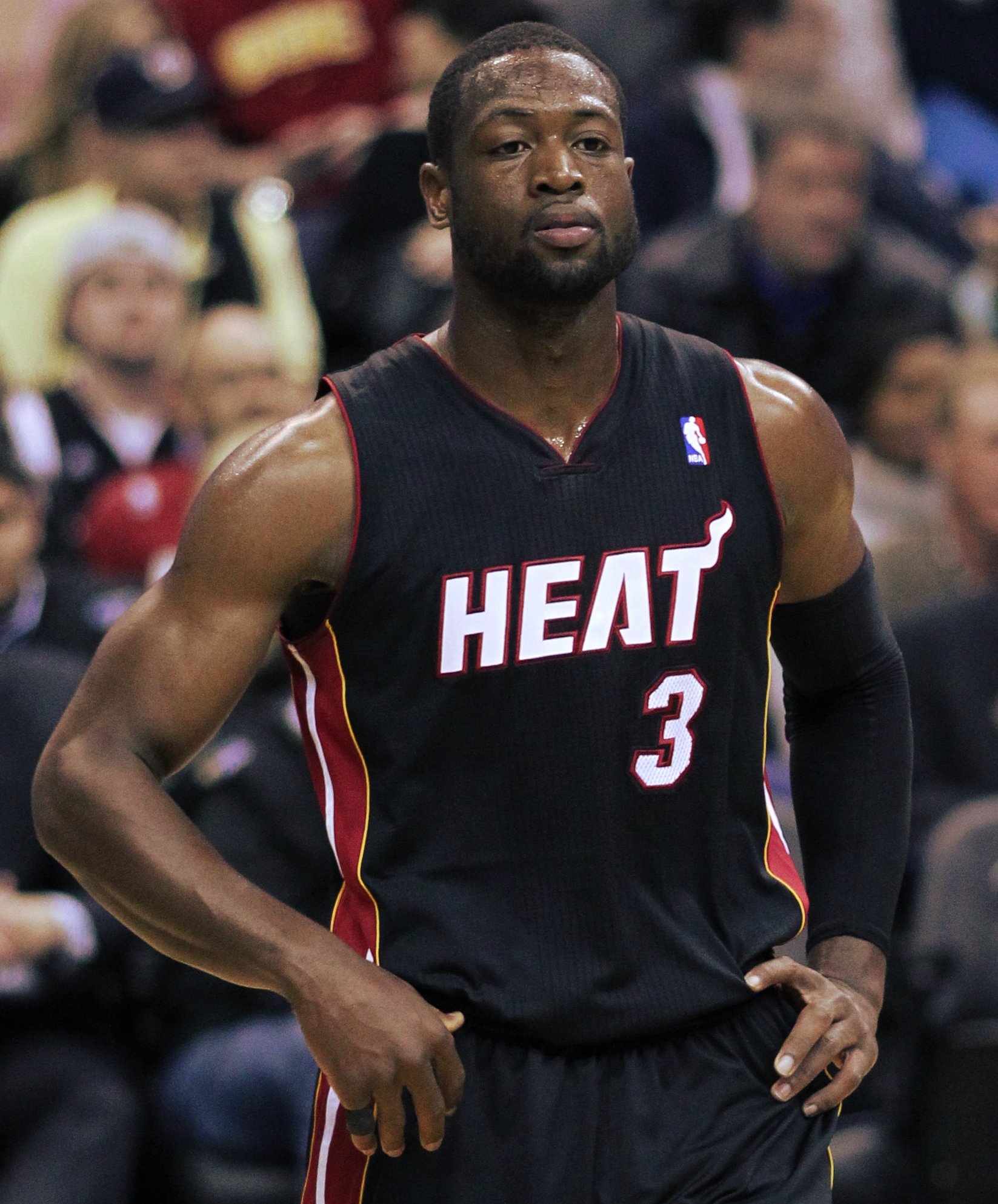
Dwyane Wade (* 1982)

- Wade, Eddie (1948–2025), irischer Politiker
- Wade, Edward (1802–1866), US-amerikanischer Politiker (Republikanische Partei)
- Wade, Emma (* 1980), belizische Sprinterin
- Wade, Ernst (1934–2021), deutscher Fußballspieler
- Wade, George (1673–1748), britischer Feldmarschall
- Wade, Gerald Edward (1896–1986), US-amerikanischer Romanist und Hispanist
- Wade, Harry (1928–2016), kanadischer Basketballspieler
- Wade, Henry (1887–1969), britischer Adliger und Politiker sowie Schriftsteller
- Wade, Horace M. (1916–2001), US-amerikanischer General
- Wade, Hugh (1901–1995), US-amerikanischer Politiker
- Wade, Ibrahima (* 1968), französischer Sprinter senegalesischer Herkunft
- Wade, James (* 1975), US-amerikanisch-französischer Basketballspieler und -trainer
- Wade, James (* 1983), englischer DartspielerJames Wade (* 1983)

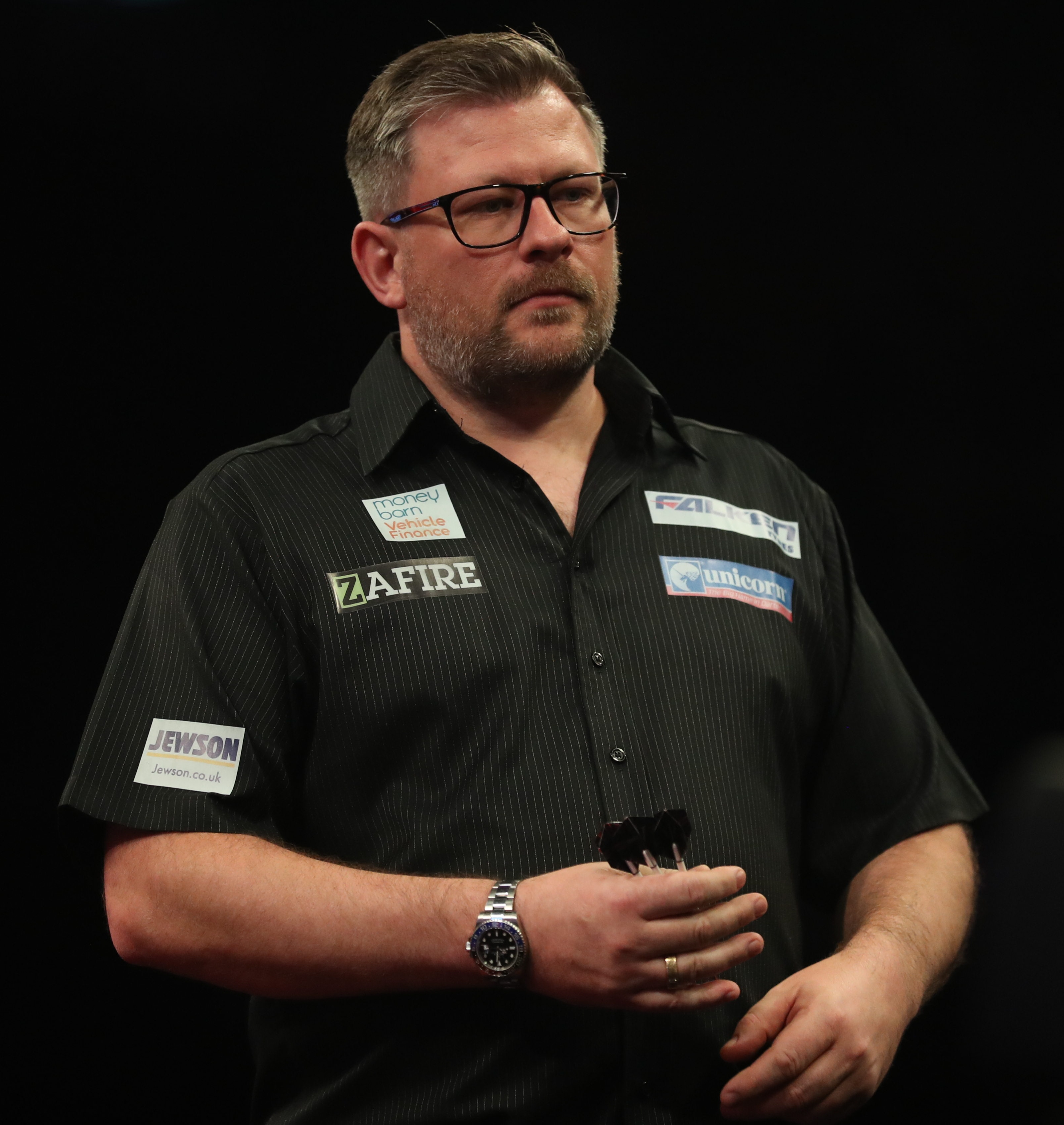
James Wade (* 1983)

- Wade, Jenny (* 1980), US-amerikanische Schauspielerin
- Wade, Jeremy (* 1956), britischer TV-Moderator und Autor von Anglerbüchern
- Wade, Jess (* 1988), britische Physikerin
- Wade, Jim (1947–2020), US-amerikanischer Basketballspieler
- Wade, Jimmy († 1957), US-amerikanischer Trompeter und Bandleader des Chicago-Jazz
- Wade, Joe (1921–2005), englischer Fußballspieler und -trainer
- Wade, John (1788–1875), englischer Journalist, Ökonom und Historiker
- Wade, John Francis († 1786), englischer Notenkopist
- Wade, Joivan (* 1993), britischer YouTuber und Schauspieler
- Wade, Karim (* 1968), senegalesischer Politiker
- Wade, Kenneth (1932–2014), britischer Chemiker
- Wade, Kevin (* 1954), US-amerikanischer Drehbuchautor und Schauspieler
- Wade, Kirsty (* 1962), britische Mittelstreckenläuferin
- Wade, LaMonte (* 1994), US-amerikanischer Baseballspieler
- Wade, Larry (* 1974), US-amerikanischer Leichtathlet
- Wade, Lauren (* 1993), nordirische Fußballspielerin
- Wade, Mamadou Idrissa (* 1985), mauretanischer Fußballspieler
- Wade, Mame (* 2002), senegalesischer Fußballspieler
- Wade, Martin Joseph (1861–1931), US-amerikanischer Jurist und Politiker
- Wade, Mary, neuseeländische Badmintonspielerin
- Wade, Mary Julia (1928–2005), australische Paläontologin
- Wade, Matthew (* 1987), australischer Cricketspieler
- Wade, Michael J. (* 1949), US-amerikanischer Evolutions- und Populationsbiologe
- Wade, Nicholas J. (* 1942), britischer Kognitionspsychologe
- Wade, Ray M. junior (* 1964), amerikanischer Opernsänger (Tenor)
- Wade, Robert (* 1962), britischer Drehbuchautor
- Wade, Robert Graham (1921–2008), britischer Schachspieler
- Wade, Roger Alan, US-amerikanischer Songschreiber und Countrysänger
- Wade, Russell (1917–2006), US-amerikanischer Schauspieler
- Wade, Ruthven (1920–2001), britischer Offizier der Luftstreitkräfte des Vereinigten Königreichs
- Wade, Thomas (1818–1895), britischer Sinologe
- Wade, Travis Aaron (* 1975), US-amerikanischer Schauspieler
- Wade, Virginia (* 1945), britische TennisspielerinVirginia Wade (* 1945)

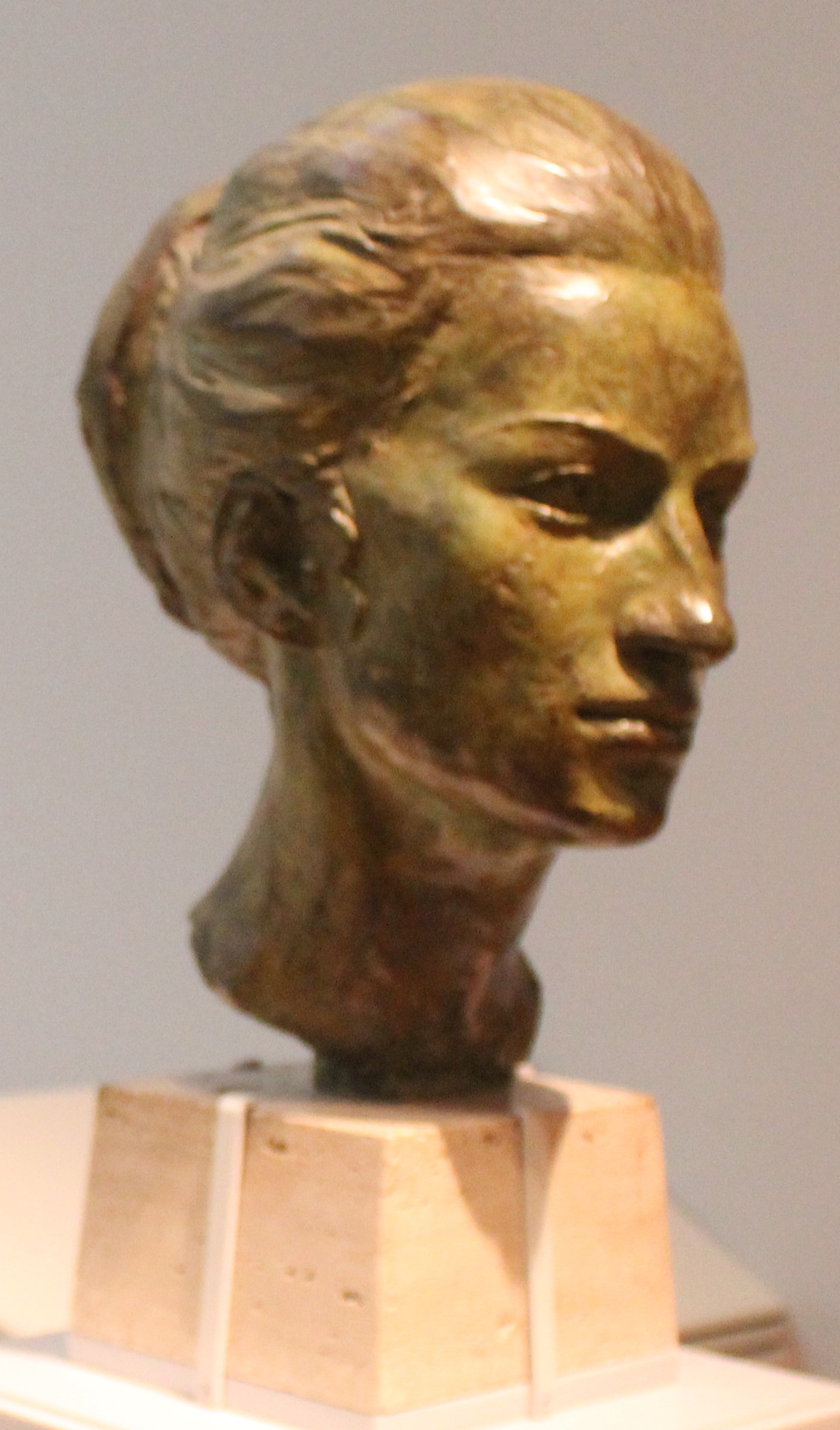
Virginia Wade (* 1945)

- Wade, Viviane (* 1932), senegalesische Präsidentengattin
- Wade, William († 1984), US-amerikanischer Filmtechniker, Erfinder und Filmschaffender
- Wade, William H. (1835–1911), US-amerikanischer Politiker
- Wade, William, Baron Wade of Chorlton (1932–2018), britischer Politiker, Unternehmer und Manager
- Wade-Brown, Celia (* 1956), neuseeländische Bürgermeisterin von Wellington in Neuseeland
- Wade-Gery, Henry Theodore (1888–1972), britischer Klassischer Philologe
- Wadecki, Adam (* 1977), polnischer Radrennfahrer
- Wadecki, Piotr (* 1973), polnischer Radrennfahrer
- Wadehn, Lutz (* 1961), deutscher Basketballspieler
- Wadehn, Walther (1896–1949), deutscher Generalmajor der Luftwaffe im Zweiten Weltkrieg
- Wadel, Hermann (* 1860), deutscher Architekt und Bauunternehmer in Weimar
- Wadenius, Georg (* 1945), schwedischer Fusionmusiker
- Wadenpfuhl, Jay (1950–2010), US-amerikanischer Hornist, Komponist und Hochschullehrer
- Wadephul, Johann (* 1963), deutscher Politiker (CDU), MdL, MdB, Bundesminister des AuswärtigenJohann Wadephul (* 1963)

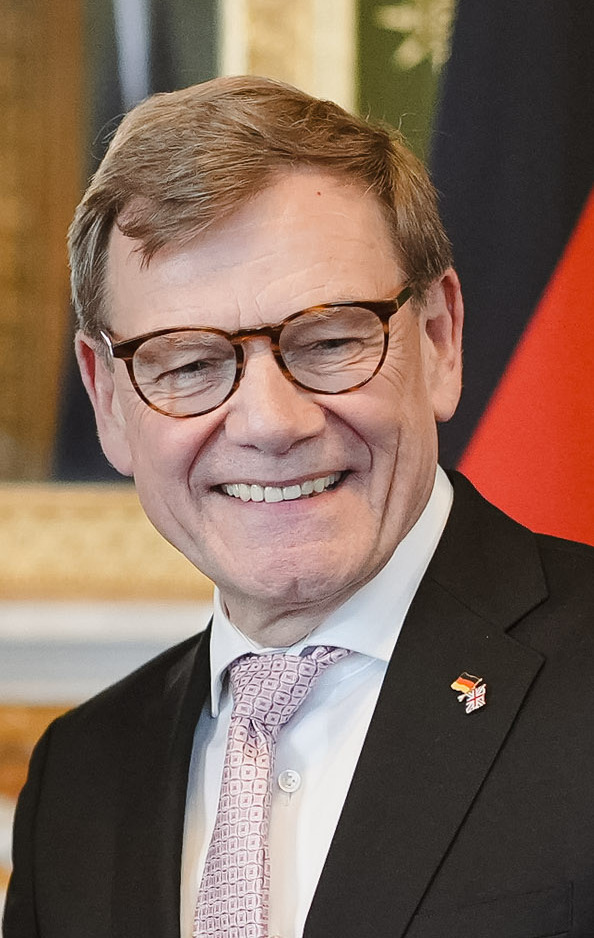
Johann Wadephul (* 1963)

- Wadephul, Walter (1901–1968), deutscher Bildhauer
- Wader, Hannes (* 1942), deutscher Liedermacher, Sänger und Gitarrist
- Waderé, Heinrich (1865–1950), deutscher Bildhauer und Medailleur sowie Hochschullehrer
- Wadewitz, Adrianne (1977–2014), US-amerikanische feministische Literaturwissenschaftlerin
- Wadezkaja, Elga Borissowna (1936–2018), sowjetisch-russische Prähistorikerin

### Wadh
- Wadham, Dorothy († 1618), Mitbegründerin des Wadham College (Oxford)
- Wadham, Julian (* 1958), britischer Film-, Fernseh- und Theaterschauspieler
- Wadham, Leon (* 1989), neuseeländischer Schauspieler
- Wadhams, Edgar Philip Prindle (1817–1891), US-amerikanischer Geistlicher, Bischof von Ogdensburg
- Wadhwa, Silvia (* 1959), deutsche Journalistin und Börsenanalystin

### Wadi
- Wadi' al-Bustani (1886–1954), libanesischer Maronit, Dichter und Übersetzer
- Wadia, Bahman Pestonji (1881–1958), indischer Theosoph
- Wadia, Darashaw Nosherwan (1883–1969), indischer Geologe
- Wadia, Nina (* 1968), britische SchauspielerinNina Wadia (* 1968)

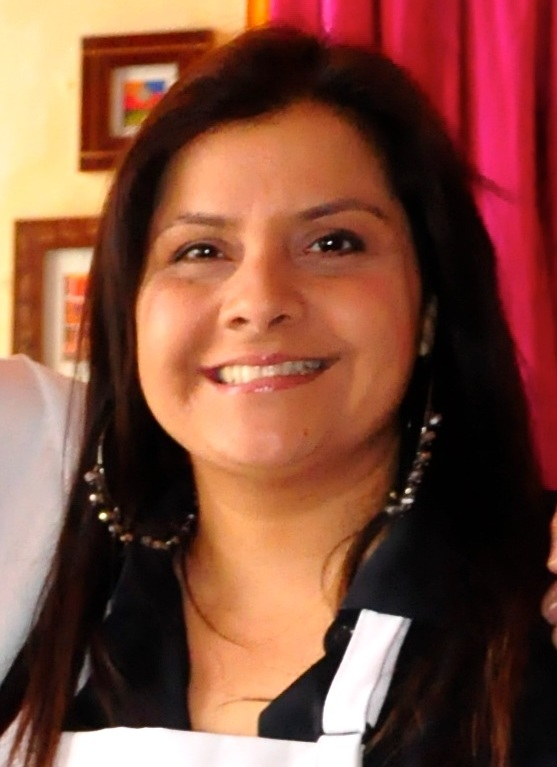
Nina Wadia (* 1968)

### Wadj
- Wadjed, altägyptischer Kleinkönig der Hyksos-Zeit
- Wadjenes, ägyptischer Pharao der 2. Dynastie
- Wadjesen, altägyptischer Beamter oder Kronprinz
- Wadjetrenput, Obervermögensverwalter im alten Ägypten zur Zeit des Neuen Reichs
- Wadji, altägyptischer König der 1. Dynastie
- Wadji, Ibrahima (* 1995), senegalesischer Fußballspieler
- Wadjitefni, altägyptischer Prinz unter Pharao Ninetjer oder Pharao Weneg
- Wadjkare, altägyptischer König
- Wadjmes, Sohn von Thutmosis I.

### Wadk
- Wadkins, Lanny (* 1949), US-amerikanischer Golfspieler

### Wadl
- Wadl, Wilhelm (* 1954), österreichischer Historiker und Archivar
- Wadle, Anni (1909–2002), deutsche Kommunistin und Widerstandskämpferin in der Zeit des Nationalsozialismus
- Wadle, Elmar (1938–2025), deutscher Rechtswissenschaftler und Rechtshistoriker sowie Richter am Verfassungsgerichtshof des Saarlandes
- Wadle, Jean-Philippe (* 1980), deutscher Jazzmusiker (Kontrabass)
- Wadle, Susanne (* 1968), deutsche Fußballspielerin
- Wadleigh, Bainbridge (1831–1891), US-amerikanischer Politiker der Republikanischen Partei
- Wadleigh, Michael (* 1939), US-amerikanischer Filmregisseur und Kameramann
- Wadler, Arnold (1882–1951), deutscher Sprachwissenschaftler
- Wadler, Naomi (* 2006), US-amerikanische Schülerin und Aktivistin gegen Waffengewalt
- Wadley, Jay (* 1988), US-amerikanischer Filmkomponist und Arrangeur
- Wadley, Shangela Laquifa (* 1981), US-amerikanische Dragqueen und Reality-TV-Persönlichkeit
- Wadlow, Jeff (* 1976), US-amerikanischer Drehbuchautor, Filmregisseur, Filmproduzent und Schauspieler
- Wadlow, Robert (1918–1940), US-amerikanischer Mann, größter nachgewiesener Mensch der GeschichteRobert Wadlow (1918–1940)

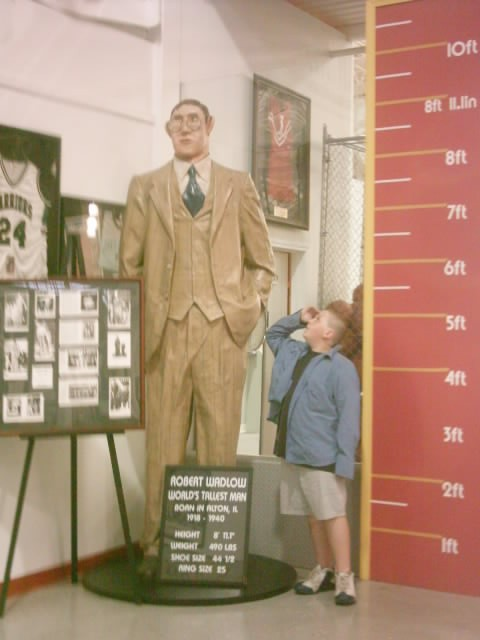
Robert Wadlow (1918–1940)

- Wadltreiber (* 1990), österreichischer Musiker, Textdichter und Komponist

### Wadm
- Wadman, Torsten (* 1947), schwedischer Biathlet

### Wado
- Wadoo, Mehrajuddin (* 1984), indischer Fußballspieler
- Wadood, Ghazala, pakistanische Badmintonspielerin
- Wadood, Tariq (* 1957), pakistanischer Badmintonspieler
- Wadopian, Eliot (1958–2021), US-amerikanischer Kontrabassist
- Wadoux, Jean (* 1942), französischer Leichtathlet
- Wadoux, Lilou (* 2001), französische Rennfahrerin

### Wads
- Wadsack, Eduard (1809–1881), deutscher Bürgermeister und Politiker (NLP), MdR
- Wadsack, Herbert (1912–2004), österreichischer Schriftsteller
- Wadsak, Marcus (* 1970), österreichischer Meteorologe, FernsehmoderatorMarcus Wadsak (* 1970)

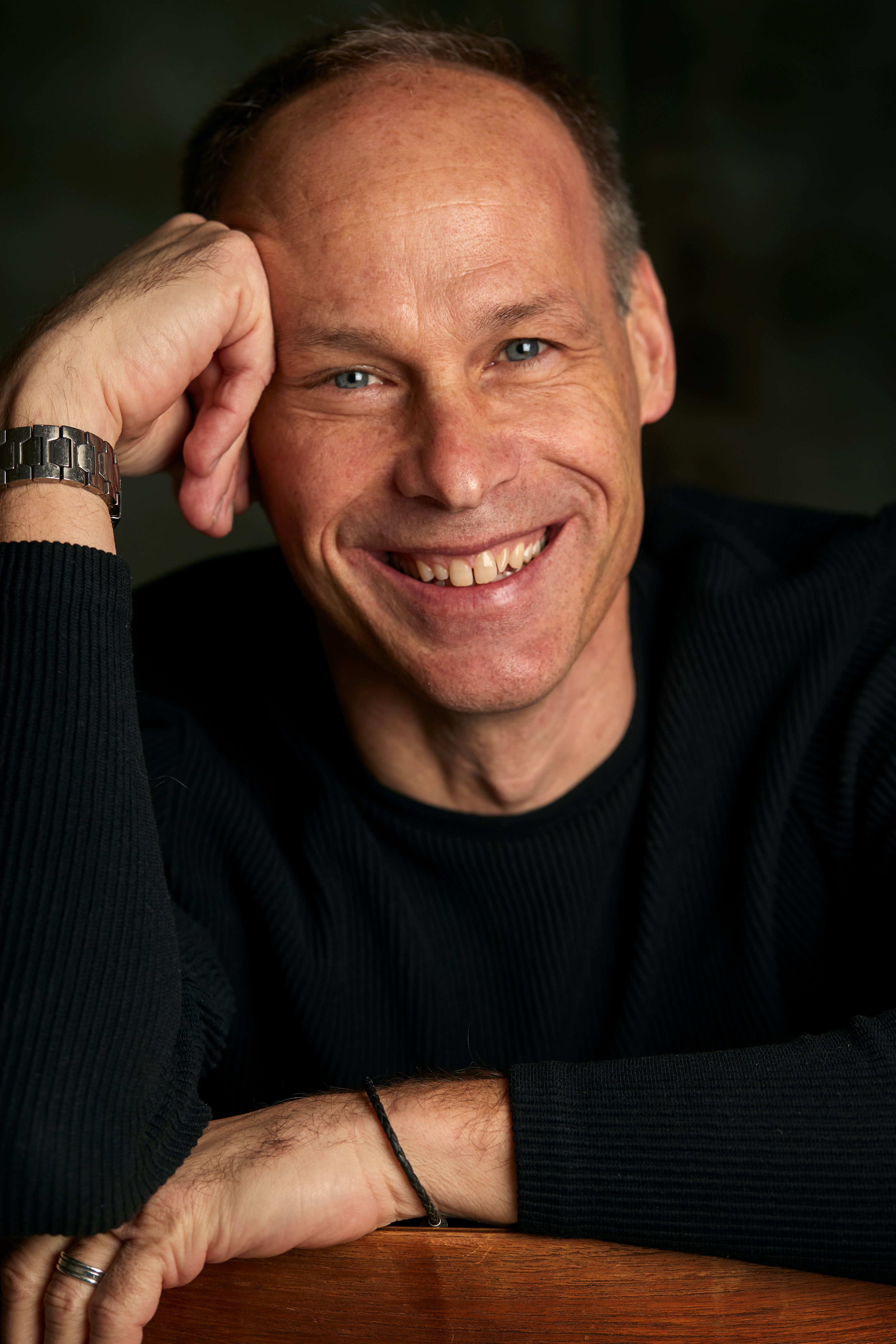
Marcus Wadsak (* 1970)

- Wadsak, Meghann (* 2007), österreichische Skispringerin
- Wadsworth, Charles (1929–2025), US-amerikanischer Pianist, Kammermusiker und Musikpädagoge
- Wadsworth, Derek (1939–2008), britischer Jazzposaunist, Arrangeur und Komponist von Filmmusik
- Wadsworth, Edward (1889–1949), britischer Maler, Vortizist
- Wadsworth, James (1730–1817), US-amerikanischer Politiker
- Wadsworth, James Jeremiah (1905–1984), amerikanischer Politiker
- Wadsworth, James S. (1807–1864), US-amerikanischer Generalmajor
- Wadsworth, James Wolcott (1846–1926), US-amerikanischer Offizier und Politiker
- Wadsworth, James Wolcott junior (1877–1952), US-amerikanischer Politiker
- Wadsworth, Jeremiah (1743–1804), US-amerikanischer Politiker
- Wadsworth, Justin (* 1968), US-amerikanischer Skilangläufer
- Wadsworth, Oliver Fairfield (1838–1911), US-amerikanischer Augenarzt
- Wadsworth, Peleg (1748–1829), US-amerikanischer Politiker
- Wadsworth, Walter (1890–1951), englischer Fußballspieler
- Wadsworth, William, US-amerikanischer General
- Wadsworth, William (1875–1971), kanadischer Ruderer
- Wadsworth, William H. (1821–1893), US-amerikanischer Politiker

### Wadu
- Wadud, Abdul (1947–2022), US-amerikanischer Jazz-Cellist
- Wadud, Amina (* 1952), US-amerikanische Islamwissenschaftlerin

### Wadz
- Wadzeck, Franz Daniel Friedrich (1762–1823), deutscher Theologe